# Карбонат иттрия
Карбонат иттрия — неорганическое соединение, соль металла иттрия и угольной кислоты с формулой Y2(CO3)3, бесцветные кристаллы, не растворимые в воде, образует кристаллогидрат.

## Получение
- Обработка растворимых солей иттрия гидрокарбонатом натрия:

{\displaystyle {\mathsf {2Y(NO_{3})_{3}+6NaHCO_{3}\ {\xrightarrow {}}\ Y_{2}(CO_{3})_{3}+6NaNO_{3}+3CO_{2}\uparrow +3H_{2}O}}}
- Пропуская углекислый газ через суспензию гидроксида иттрия:

{\displaystyle {\mathsf {2Y(OH)_{3}+3CO_{2}\ {\xrightarrow {}}\ Y_{2}(CO_{3})_{3}+3H_{2}O}}}

## Физические свойства
Карбонат иттрия образует бесцветные (белые) кристаллы.
Образует кристаллогидрат состава Y2(CO3)3•3H2O.
Не растворяется в воде, растворяется в растворах карбонатов щелочных металлов с образованием смешанных карбонатов.